# Crise de la vallée de Pankissi
Guerre contre le terrorisme
La crise de la vallée de Pankissi est une crise politico-médiatico-militaire impliquant la Géorgie, la Russie et les États-Unis, lors de la seconde guerre de Tchétchénie. Les deux puissances firent pression sur le gouvernement géorgien afin de réprimer ce qu'elles considéraient comme les menaces terroristes posées par Al-Qaïda dans la vallée de Pankissi. Plus de 1 000 soldats géorgiens, entraînés par les Américains, furent déployés dans la région.

## «Filières tchétchènes» et «complot de la ricine»
En 2006, 27 personnes, arrêtées entre 2002 et 2005 en France (ou livrées à la France par des pays tiers) et soupçonnées entre autres de préparer des attaques chimiques en Europe, sont jugées à Paris pour « association de malfaiteurs en relation avec une entreprise terroriste ». Selon l'accusation, plusieurs, sinon la plupart, d'entre elles se seraient entraînées dans la vallée de Pankissi ou auraient envisagé d'aller se battre en Tchétchénie, raison pour laquelle le groupe est baptisé « filières tchétchènes ». À l'issue du procès parfois houleux, presque tous les prévenus sont reconnus coupables et condamnés à différentes peines de prison, le 14 juin 2006,.
Certains éléments de l'affaire des « filières tchétchènes » appellent des réserves de Human Rights Watch qui invoque le fait que deux témoignages clés de l'affaire auraient vraisemblablement été signés sous la torture en Syrie et en Jordanie,. L'avocat de l'un des condamnés prétend même qu'« il n'y a aucun élément concret pour démontrer une quelconque infraction » et qu'« on condamne quelqu'un parce qu'il est de culture arabe et musulman ». L'organisation de défense des droits humains Algeria-Watch dénonce, elle, « un dossier monté de toutes pièces » « sans autre consistance que celle de la volonté politique de le faire exister » et où « le néant côtoie la mauvaise foi »,.
Dans les mois et les semaines qui précèdent l'envoi des troupes américaines et britanniques en Irak, le « complot de la ricine » est au centre d'un battage médiatique au Royaume-Uni où, dès l'automne 2002, des dizaines de Nord-Africains sont arrêtés à la suite de la découverte chez eux d'instructions pour produire des poisons, d'informations sur les explosifs et la fabrication de bombes, de graines de ricin, ainsi que de fausses pièces d'identité, d'un pistolet hypodermique, d'un masque à gaz, d'un talkie-walkie et de quelques couteaux. Comme dans le cas des « filières tchétchènes », c'est un témoignage obtenu très probablement sous la torture (cette fois par les services secrets algériens) qui a permis à Londres de percer à jour une partie du « complot ». D'après le gouvernement américain, ses ficelles seraient tirées depuis l'Irak et le Pankissi par le réseau terroriste d'Abou Moussab al-Zarqaoui, chef de la branche irakienne d'Al-Qaïda. Le 12 février 2003, une fois l'opération militaire géorgienne au Pankissi essentiellement terminée, le secrétaire d'État des États-Unis Colin Powell déclare que « la ricine qui fait son apparition un peu partout en Europe » provient désormais du seul Irak.
Entre septembre 2004 et avril 2005, se déroule le « procès de la ricine » au Royaume-Uni, à l'issue duquel seulement un des comploteurs présumés est condamné pour « conspiration en vue de créer une nuisance publique par l'utilisation de poisons et/ou d'explosifs » et les autres disculpés, faute de toute preuve tangible. Les autorités et de nombreux journalistes continueront néanmoins de faire comme si une cellule terroriste liée à Al-Qaïda et fabriquant de la ricine pour semer la terreur à Londres avait bel et bien existé et que les services de sécurité avaient réussi in extremis à déjouer « le complot d'Al-Qaïda pour empoisonner la Grande-Bretagne »,.

## Contexte et genèse de la crise du Pankissi
En octobre 1999, au début de l'offensive terrestre russe contre la Tchétchénie, le président russe Boris Eltsine demande à son homologue géorgien Edouard Chevardnadze de permettre à ses troupes de prendre les Tchétchènes à revers en passant par la Géorgie. Déçue du peu d'empressement montré par le Kremlin pour l'aider à ramener dans son giron constitutionnel l'Abkhazie et l'Ossétie du Sud de facto indépendantes et craignant d'être entraînée dans le nouveau conflit russo-tchétchène, la Géorgie rejette la requête,,,, ce d'autant plus que Chevardnadze et le président tchétchène Aslan Maskhadov se sont mutuellement engagés en 1997 à ce que « plus jamais le Tchétchène et le Géorgien ne lèvent la main l'un sur l'autre » (en allusion au soutien apporté en 1992-1993 par des volontaires tchétchènes aux Abkhazes luttant pour faire sécession de la Géorgie, et aux opérations aériennes contre la Tchétchénie menées en 1994-1996 par l'armée russe à partir du territoire géorgien avec le consentement de Chevardnadze).
En représailles, et sous prétexte de sécurité, le Premier ministre russe Vladimir Poutine charge le ministère des Affaires étrangères russe de formuler des propositions pour introduire un régime de visas obligatoire aux ressortissants géorgiens se rendant en Russie. Le 5 décembre 2000, la Géorgie devient ainsi le premier pays de la Communauté des États indépendants à se voir imposer un régime de visas par Moscou,. Cette mesure représente une très forte pression économique sur le pays, le nombre de Géorgiens travaillant au moins épisodiquement en Russie étant évolué à environ 700 000. Seuls les habitants de l'Abkhazie et de l'Ossétie du Sud sont, pour « raisons humanitaires », exemptés de visas et ont, dès 2002, la possibilité d'obtenir la citoyenneté russe,. La situation découlant de la soumission des Géorgiens à l'obligation de visas russes non applicable à l'Abkhazie et à l'Ossétie du Sud est, le 18 janvier 2001, qualifiée par le Parlement européen d'« annexion de facto » des deux provinces sécessionnistes.
La Géorgie assure qu'elle soutient l'unité nationale et l'intégrité territoriale de la Russie et qu'elle aimerait que ce soit réciproque, car « chaque situation de deux poids deux mesures a tendance à faire boomerang ». À Sergueï Iastrjembski, conseiller d'Eltsine puis de Poutine, qui leur reproche d'accueillir une représentation tchétchène à Tbilissi, les Géorgiens rétorquent que la Russie autorise les représentations politiques abkhazes officielles à Moscou.
Le 8 septembre 1999 et le 19 novembre 1999, Eltsine s'entretient avec le président américain Bill Clinton et sollicite son soutien « moral » et « politique » pour mettre fin au « terrorisme tchétchène ». D'après Eltsine, la Tchétchénie est devenue le « centre du terrorisme international » et reçoit l'aide financière et militaire de milieux extrémistes du Pakistan, de l'Afghanistan, de la Turquie et de l'Arabie Saoudite. Il affirme que les Tchétchènes sont « des bandits, des coupeurs de têtes et des assassins », qu'« ils violent les femmes américaines » et qu'« ils coupent les oreilles et d'autres parties à leurs otages ». Et d'ajouter : « Nous tenons les Tchétchènes sous clef. Et la clef est entre nos mains. Ils ne peuvent ni entrer ni sortir. Sauf peut-être par la Géorgie, c'est une grave erreur de Chevardnadze. » Clinton assure qu'il va « continuer à collaborer avec la Russie dans la lutte contre le terrorisme et contre les organisations qui entraînent ces gens, telle celle d'Oussama ben Laden », et qu'il fera tout son possible pour aider la Russie à « faire face aux menaces communes ». Le président américain se dit le moins critique envers la manière dont la Russie mène la guerre en Tchétchénie et demande à certains de ses partenaires européens, moins compréhensifs que lui, « comment ils auraient agi si tout cela se passait dans leurs pays »,,.
C'est vraisemblablement sous l'influence de Clinton que la Déclaration du Sommet d'Istanbul de l'Organisation pour la sécurité et la coopération en Europe (OSCE) en date du 19 novembre 1999 est rédigé en des termes acceptables pour la Russie et sans aucun blâme pour le comportement des troupes russes en Tchétchénie. Qualifiant d'« une suite d'événements » la guerre qui s'y déroule, les pays de l'OSCE « réaffirm[ent] avec force qu'[ils] reconnaiss[ent] pleinement l'intégrité territoriale de la fédération de Russie et condamn[ent] le terrorisme sous toutes ses formes », en soulignant en même temps qu'il est nécessaire de « respecter les normes de l'OSCE » et qu'« il importe de soulager la détresse de la population civile, notamment en créant des conditions qui permettent aux organisations internationales de fournir une aide humanitaire ». Devant ces réactions mesurées des chancelleries occidentales, certains commentateurs dénoncent leur « extraordinaire et coupable complaisance vis-à-vis de la Russie et de ses mensonges » et estiment que « toutes les décisions prises par les instances internationales au sujet de la Tchétchénie relèvent de la démagogie pure et simple »,.
En été 2000, Moscou évoque pour la première fois la présence de combattants tchétchènes dans la vallée de Pankissi. Tbilissi dément d'abord ces assertions puis, le 18 décembre 2000, concède qu'il peut y avoir des combattants parmi 7 600 civils tchétchènes réfugiés au Pankissi (leur nombre baisse à 4 000 en 2002 et 3 000 en 2003) mais souligne que prétendre l'existence de « camps militaires » ou de « bases d'extrémistes » dans la région tient de la « désinformation la plus complète ».
En visite au Pankissi le 5 février 2001, Chevardnadze vante l'attachement de la Géorgie aux règles traditionnelles de l'hospitalité caucasienne et tranquillise les réfugiés tchétchènes qui lui demandent de ne pas laisser les troupes russes pénétrer dans la vallée.
Avec l'élection respectivement de George W. Bush et de Vladimir Poutine à la présidence des États-Unis et de la Russie, le partenariat anti-terroriste entre les deux puissances se renforce, facilité par de bons rapports personnels entre les deux dirigeants. C'est ainsi que Poutine laisse entendre que sans les relations de confiance qui se sont établies entre lui et Bush, il n'aurait peut-être pas vu d'un mauvais œil l'idée de soutenir les forces anti-américaines en Afghanistan. Poutine est d'ailleurs le premier chef d'État à appeler Bush pour lui exprimer sa pleine solidarité après les attentats du 11 septembre 2001 aux États-Unis. De son côté, Bush affirme qu'il « aime » Poutine, qu'il lui a « regardé dans les yeux », eu « une idée de son âme » et vu que c'était un homme « franc et digne de confiance ».
Après le 11 septembre 2001, la Russie accroît donc sa pression sur la Géorgie qu'elle accuse, sinon de complicité, du moins de tolérance de bases du terrorisme international sur son territoire. Pour le chef d'État-major russe Anatoly Kvachnine, le leadership géorgien « ne se distingue en rien du mollah Omar », chef spirituel des Talibans. Le Service fédéral de sécurité (FSB) de Russie évoque même une piste tchétchène dans le drame du 11 septembre,.
Tout cela se passe sur fond de menaces russes d'action militaire directe au Pankissi, accompagnées de plus de vingt-cinq violations de l'espace aérien géorgien et d'un certain nombre de frappes aériennes dans la vallée (en août, novembre et décembre 1999, en octobre et novembre 2001, et en août 2002), dénoncées par Tbilissi et démenties par Moscou,.
En septembre 2001, les unités du commandant tchétchène Rouslan Guelaïev installées au Pankissi, soutenues par des « partisans » géorgiens (miliciens issus de la masse des réfugiés géorgiens ayant fui par le passé l'Abkhazie), lancent une attaque avortée sur l'Abkhazie en espérant prendre d'assaut sa capitale Soukhoumi et y ouvrir, semble-t-il, un second front anti-russe. Les relations entre les combattants tchétchènes et les « partisans » géorgiens sont tendues au cours de cette éphémère incursion. Ces derniers doutent que les Tchétchènes soient prêts à se retourner véritablement contre les Abkhazes et constatent que seul leur importe de combattre les Russes. Ils leur en veulent toujours pour leur engagement pro-abkhaze au début des années 1990 et les traitent, à ce titre, de « terroristes de classe internationale ». D'un autre côté, les « partisans » géorgiens sont eux-mêmes qualifiés, à leur tour, de « terroristes » par les autorités abkhazes,.
La position officielle des autorités géorgiennes qui consiste à nier ou minimiser la présence de combattants tchétchènes au Pankissi change peu à peu dès la fin 2001. Le 3 décembre 2001, le nouveau chef du ministère géorgien de la Sécurité d'État Valéry Khabourdzania est le premier à dévoiler à la presse que Rouslan Guelaïev et ses hommes ont trouvé refuge dans la vallée,,. Début février 2002, il évolue leur nombre à « plusieurs dizaines d'hommes » et signale qu'ils « essaient de créer des camps d'entraînement » au Pankissi. Il fait aussi état de plusieurs étrangers arrêtés par son ministère et qui désiraient se rendre en Tchétchénie pour y participer aux combats. Probablement d'origine arabe, ces étrangers auraient avoué d'avoir des liens avec Émir Khattab, volontaire saoudien devenu chef de guerre tchétchène. Vers fin février, Khabourdzania estime qu'« à ce stade, il n'y a pas besoin de mener une vaste opération de police dans la vallée de Pankissi », et encore, ajoute-t-il, « il s'agit d'une opération anti-criminelle et non pas anti-terroriste ». En mars 2002, son premier adjoint, Irakli Alassania, indique que le nombre des Arabes au Pankissi ne dépasse pas « une dizaine » et qu'il n'existe aucune preuve qu'ils soient directement liés à Al-Qaïda. En mai 2002, Khabourdzania fait état de 800 combattants tchétchènes et 100 mercenaires arabes qui opèrent en toute illégalité dans la vallée. Dans une interview donnée en 2013 à Moscou, où il s'installera en 2011 taxé en Géorgie d'être à la solde du Kremlin,, Khabourdzania parlera désormais de « 800 combattants tchétchènes et 200 Arabes ». Ces derniers, selon ses dires, apprenaient aux jeunes à fabriquer des engins explosifs (jusqu'à la bombe atomique), des poisons (dont la ricine), et à organiser des attentats terroristes.
Mi-février 2002, Igor Ivanov et Sergueï Ivanov, respectivement ministre des Affaires étrangères et ministre de la Défense russes, annoncent qu'il est possible que le chef d'Al-Qaïda, Oussama ben Laden, se cache lui-même au Pankissi. Chevardnadze réagit en rappelant que la mère d'Igor Ivanov est originaire du district d'Akhméta dont fait partie la vallée de Pankissi et qui abrite toujours la maison maternelle du ministre moscovite, avant d'enchaîner : « Il est possible que c'est dans cette maison que se cache ben Laden, et il faut vérifier cela, même s'il s'agit de la maison du ministre des Affaires étrangères russe »,,.
Le 11 septembre 2002, Vladimir Poutine déclare : « Aujourd'hui, personne ne peut nier – nous le savons avec une certitude absolue et des sources d'informations étrangères le confirment – que sur le territoire de la Géorgie se sont retranchés aussi bien ceux qui ont participé il y a un an à la préparation des attentats aux États-Unis que les exécutants directs des explosions d'immeubles d'habitation dans la fédération de Russie. » Ces propos rejoignent ceux de George W. Bush qui croit savoir qu'il y a des représentants d'Al-Qaïda aussi bien en Tchétchénie qu'au Pankissi, et que la Russie et les États-Unis sont tous deux « menacés par les régimes bandits ». Dans la même lignée, le secrétaire d'État américain Colin Powell déclare qu'il « ne fait aucun doute » que « la Russie lutte contre les terroristes en Tchétchénie », et qu'un des détenus de la prison militaire de Guantanamo, Abu Atiya, a reconnu être le chef de la cellule d'Al-Qaïda dans la vallée de Pankissi.

## Départ des combattants tchétchènes
Sous les doubles pressions russes et américaines, Chevardnadze lâche les Tchétchènes, mais pour se séparer d'eux « amicalement » et pour « éviter un bain de sang », les prévient que « l'étau se resserre » autour d'eux et qu'une opération de police de grande envergure sera menée dans la vallée de Pankissi,,. Il appelle donc tous les hommes présents parmi les réfugiés tchétchènes à quitter la Géorgie. La menace des bombardements conjoints russo-américains serait également brandie par Tbilissi pour inciter Guelaïev à partir afin d'éviter toutes les victimes civiles collatérales que ces bombardements ne manqueraient pas d'occasionner. Washington presse également Guelaïev de s'en aller par l'intermédiaire d'Ilias Akhmadov, ministre des Affaires étrangères maskhadovien en mission aux États-Unis.
En août 2002, les unités de Guelaïev se mettent en marche pour rentrer en Russie. Dans un dur périple long d'un mois, elles parviennent à passer, non sans un accrochage, entre les mailles du filet des forces russes, qui étaient averties par les Géorgiens et par leurs propres sources du mouvement qui se préparait. Esseulé et exsangue, Guelaïev mourra le 28 février 2005 en tentant de regagner la Géorgie.

## Opération anti-criminelle géorgienne

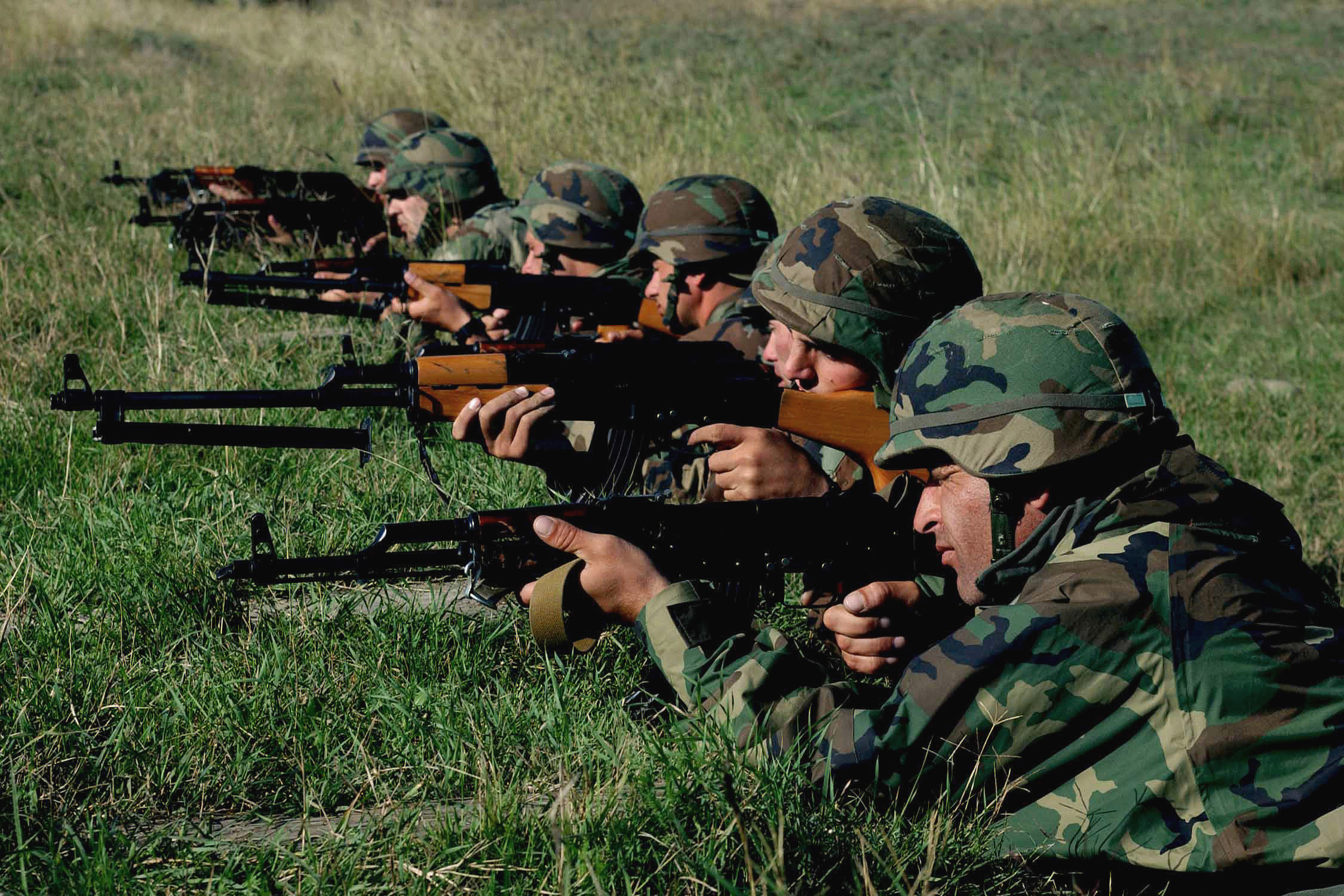
Entraînement des forces géorgiennes en octobre 2002.

Le programme Georgia Train and Equip Program d'un volume de 64 millions de dollars, confirmé par le Pentagone en février 2002, débute en été de la même année sous haute couverture médiatique. Jusqu'à 200 experts américains sont ainsi dépêchés en Géorgie pour former environ 1 500 militaires locaux dans le but déclaré de préparer ces derniers à combattre efficacement des membres d'Al-Qaïda infiltrés au Pankissi,. S'y ajoutent 10 millions de dollars de nouveaux fonds offerts par les États-Unis pour contrôler la frontière géorgiano-tchétchéne.
Même si l'attention de Washington sur la vallée était sollicitée par le FSB, l'arrivée des instructeurs en Géorgie, perçue comme un empiètement américain dans l'espace post-soviétique, suscite une vive irritation dans les cercles dirigeants politiques et militaires russes. Mais Vladimir Poutine choisit de dédramatiser la situation. « Si c'est possible dans les États d'Asie centrale, alors pourquoi pas en Géorgie ? », interroge-t-il, en référence à l'utilisation par l'armée américaine de plusieurs bases ex-soviétiques dans sa campagne contre les Talibans afghans. Le Kremlin se console en outre du fait que les États-Unis se trouvent à reconnaître que la guerre de Tchétchénie est un front local d'une guerre globale contre le « terrorisme international »,,,.
L'opération anti-criminelle au Pankissi, dont la phase active dure du 25 août 2002, au 27 septembre 2002, se solde par un bilan modeste. Une douzaine de ressortissants du Moyen-Orient et autant de Nord-Caucasiens sont arrêtés, les uns extradés aux États-Unis et les autres en Russie. Quatre ou cinq islamistes sont tués,. À Tbilissi, la représentation non officielle de la Tchétchénie est fermée et l'ensemble de la communauté tchétchène, enfants compris, est raflé, amené dans des postes de police et soumis à des interrogatoires filmés, à la prise de photographies et au relevé d'empreintes digitales. Cette opération anti-tchétchène, menée sur la recommandation de Washington et présentée par Chevardnadze comme ayant un « caractère anti-terroriste », est très décriée par les défenseurs géorgiens des droits humains comme un retour aux méthodes staliniennes. Toutes ces mesures obtiennent par contre l'approbation de Poutine qui remercie Chevardnadze pour ses efforts énergiques dans la lutte contre le « terrorisme »,.
Le programme d'entraînement des forces géorgiennes Georgia Train and Equip Program, annoncé en février 2002 dans le cadre de l'Opération Enduring Freedom Pankisi Gorge, se termine en avril 2004 avec le retrait des instructeurs militaires américains.

## Analyses et événements postérieurs
Le positionnement de la Géorgie dans la crise du Pankissi semble dépendre avant tout de l'agenda politique de Washington. Dans une optique pro-occidentale, certains officiels et médias géorgiens mobilisent la rhétorique du danger terroriste islamiste en s'appropriant d'enjeux américains. Le successeur de Chevardnadze, Mikheil Saakachvili, confirme ainsi l'ensemble du propos que Washington et Moscou véhiculaient sur la vallée de Pankissi. Il accuse l'ancienne équipe d'une « collusion » directe avec les terroristes islamistes, collusion qui aurait permis la construction d'un laboratoire de production de ricine au Pankissi. La coopération géorgiano-russe en matière de lutte anti-terroriste, amorcée à la fin de l'ère Chevardnadze, se renforce au début de la présidence de Saakachvili. Hors de toute procédure légale, celui-ci ordonne en 2004 d'arrêter et livrer au FSB plusieurs militants indépendantistes tchétchènes dont l'extradition a été précédemment refusée par la justice géorgienne. Des années plus tard, après la nouvelle dégradation des relations entre Moscou et Tbilissi en lien avec la guerre des cinq jours en Ossétie du Sud, Saakachvili qualifiera de « profondément erronées » ses décisions visant à aider les Russes dans leur lutte contre l'indépendantisme tchétchène,,.
Silvia Serrano, politologue et spécialiste du Caucase, estime que « rien ne permet ni d'exclure ni d'affirmer que quelques individus dans la vallée aient été liés à Al-Qaïda » et que la vision du Pankissi comme sanctuaire du terrorisme international, avec bases militaires et laboratoire de fabrication de ricine, « tient probablement du fantasme ». Elle relève qu'il est difficile d'émettre des certitudes sur ce sujet, car toutes les informations se réfèrent aux « mêmes sources peu fiables, car parties prenantes ». C'est ainsi qu'en décembre 2002, dans le sillage des arrestations liées aux « filières tchétchènes », le ministère français de l'Intérieur reprend les termes du ministère des Affaires étrangères russe. L'année suivante, c'est l'inverse qui se produit : en mai 2003, alors que la Géorgie clame depuis des mois qu'il ne reste plus de terroristes au Pankissi, le ministre de l'Intérieur français Nicolas Sarkozy, imité deux jours plus tard par son homologue russe Boris Gryzlov, déclare que la vallée abrite peut-être les centres opérationnels d'Al-Qaïda qui y auraient déménagé depuis l'Afghanistan. Khabourdzania balaie toutefois ces informations : « La situation dans la vallée de Pankissi est mieux visible de Tbilissi que de Paris ».
De leur côté, les Américains et les Britanniques affirment combattre des centaines, sinon des milliers de Tchétchènes en Afghanistan et en Irak. Les investigations indépendantes mettent à mal ces allégations, car aucune trace de la présence ne serait-ce que d'un combattant tchétchène, mort ou vivant, capturé ou actif, n'est trouvée sur place. Mais le mythe de la participation tchétchène aux guerres d'Afghanistan et d'Irak n'en perdure pas moins dans l'opinion publique,.
Même si l'ordre semble respecté au Pankissi après l'opération anti-criminelle et qu'on ne rapporte pas d'incident majeur de sécurité dans la vallée en 2003-2004, l'ambassadeur des États-Unis en Géorgie, Richard Miles, proclame en septembre 2004 qu'il reste toujours de « terroristes internationaux » au Pankissi. Il est immédiatement désavoué par le porte-parole du département d'État américain, Richard Boucher, et le ministre d'Etat de la Géorgie pour le règlement des conflits, Guéorgui Khaïndrava. Les deux hommes rappellent que la coopération géorgiano-américano-russe a permis d'éliminer la présence terroriste dans la région et qu'il n'y a plus aucune groupuscule armée là-bas.
En juillet 2011, un média russe rapporte, citant des sources sécuritaires, que 50 à 70 paramilitaires entraînés dans des camps « clandestins » (littéralement « de sous sol ») ont pénétré en Russie par la vallée de Pankissi. Le chef de l'administration du ministère géorgien de l'Intérieur Chota Khizanichvili dément avec virulence ces informations : « Dans la vallée de Pankissi, il n'y a aucune force ni sous le sol, ni sur le sol, ni sur les balcons. Il s'agit de nouveaux délires propagés par les services secrets russes ».